# Zakazuka
La zakazuka è una pratica diffusa e di origine russa (la parola deriva da заказ = ordine, prenotazione) in base alla quale i giornalisti e gli editori vengono pagati per pubblicare notizie in cui vengono citate aziende o persone committenti. La parola ha in russo il significato di "informazioni a pagamento".
La zakazuka è diventata una pratica popolare dei giornali russi durante gli anni '90 quando molti articoli, che lodavano o screditavano personaggi o organizzazioni, erano commissionati da terze parti. Tale pratica divenne estremamente redditizia all'epoca ed evitò ad alcuni giornali di evitare perdite e la bancarotta.